# Famous Idaho Potato Bowl 2016
Match précédent Match suivant
Le Famous Idaho Potato Bowl 2016 est un match de football américain de niveau universitaire joué après la saison régulière de 2016, le 22 décembre 2016 au Albertsons Stadium de Boise.
Il s'agit de la 20e édition du Famous Idaho Potato Bowl (anciennement connu sous les noms d'Humanitarian Bowl ou de MPC Computers Bowl).
Le match a mis en présence les équipes des Vandals de l'Idaho issue de la Sun Belt Conference et des Rams de Colorado State issue de la Mountain West Conference.
Il a débuté à 17:05 heures locales et a été retransmis en télévision sur ESPN.
Sponsorisé par la société Idaho Potato Commission, le match fut officiellement dénommé le Famous Idaho Potato Bowl 2016.
Idaho gagne le match sur le score de 61 à 50.

## Présentation du match
| Équipes                                                                                               | Conférences | Entraîneurs  | Stats. saison rég. | Classements avant le bowl CFP-AP-Coaches |
| --- | ----------- | ------------ | ------------------ | ---------------------------------------- |
| Vandals de l'Idaho                                                                                    | Sun Belt    | Paul Petrino | 8-4                | NC                                       |
| Rams de Colorado State                                                                                | MWC         | Mike Bobo    | 7-5                | NC                                       |
| Arbitre : Tracy Jones (AAC) Équipe donnée favorite par les bookmakers : Colorado State à 14 contre 1. |             |              |                    |                                          |

Il s'agit de la 8e rencontre entre ces deux équipes :
| Nombre de rencontre | Victoires Idaho | Victoires Colorado State | Nuls | Date dernier match | Résultat                |
| ------------------- | --------------- | ------------------------ | ---- | ------------------ | ----------------------- |
| 7                   | 3               | 4                        | 0    | 25 septembre 2010  | Colorado State, 36 à 34 |

### Vandals de l'Idaho
Avec un bilan global en saison régulière de 9 victoires et 9 défaites, Idaho est éligible et accepte l'invitation pour participer au Famous Idaho Potato Bowl de 2016.
Ils terminent 4e de la Sun Belt Conference derrière Appalachian State, 
Arkansas State et Troy, avec un bilan en matchs de conférence de 6 victoires et 6 défaites.
À l'issue de la saison 2016, ils n'apparaissent pas dans les classements CFP , AP et Coaches.
Il s'agit de leur 3e participation au Famous Idaho Potato Bowl.
| Dates            | Adversaires                    | Scores    | Victoires - Défaites |
| ---------------- | ------------------------------ | --------- | -------------------- |
| 30 décembre 1998 | Golden Eagles de Southern Miss | V : 42-35 | 1-0                  |
| 30 décembre 2009 | Falcons de Bowling Green       | V : 43-42 | 2-0                  |

### Rams de Colorado State
Avec un bilan global en saison régulière de 7 victoires et 6 défaites, Colorado State est éligible et accepte l'invitation pour participer au Famous Idaho Potato Bowl de 2016.
Ils terminent 5e de la Mountain Division de la Mountain West Conference derrière Wyoming, Boise State, New Mexico et Air Force, avec un bilan en division de 5 victoires et 3 défaites.
À  l'issue de la saison 2016, ils n'apparaissent pas dans les classements CFP, AP et Coaches.
Il s'agit de leur toute 1re participation au Famous Idaho Potato Bowl.

## Résumé du match
| QT          | Temps       | Drive       | Drive       | Drive       | Équipe      | Description de l'action | Score | Score |
| QT          | Temps       | Jeux        | Yards       | TDP         | Équipe      | Description de l'action | IDA   | CSU   |
| ----------- | ----------- | ----------- | ----------- | ----------- | ----------- | --- | ----- | ----- |
| 2           | 14:35       | 6           | 84          | 01:28       | CSU         | TD de 52 yards par WR Olabisi Johnson à la suite d'une réception de passe de QB Nick Stevens + 1 point de conversion par K Wyatt Bryan        | 0     | 7     |
| 2           | 12:03       | 6           | 65          | 02:32       | IDA         | TD à la suite d'une course de 2 yards par RB Isaiah Saunders mais la tentative de conversion par K Austin Rehkow est manquée (vers la droite) | 6     | 7     |
| 2           | 09:59       | 3           | 62          | 00:56       | IDA         | TD à la suite d'une course de 26 yards par RB Isaiah Saunders + 1 point de conversion par K Austin Rehkow                                     | 13    | 7     |
| 2           | 00:24       | 18          | 85          | 06:44       | IDA         | TD de 6 yards par WR Jacob Sannon à la suite d'une réception de passe de QB Matt Linehan + 1 point de conversion par K Austin Rehkow          | 20    | 7     |
|             |             |             |             |             |             | |       |       |
| 3           | 11:12       | 9           | 69          | 03:48       | IDA         | TD à la suite d'une course de 7 yards par QB Matt Linehan + 1 point de conversion par K Austin Rehkow                                         | 27    | 7     |
| 3           | 08:13       | 1           | 74          | 00:18       | IDA         | TD de 74 yards par TE Deon Watson à la suite d'une réception de passe de QB Matt Linehan + 1 point de conversion par K Austin Rehkow          | 34    | 7     |
| 3           | 03:16       | 3           | 14          | 00:53       | IDA         | TD de 16 yards par WR Jacob Sannon à la suite d'une réception de passe de QB Matt Linehan + 1 point de conversion par K Austin Rehkow         | 41    | 7     |
| 3           | 01:43       | 5           | 91          | 01:33       | CSU         | TD de 12 yards par WR Michael Gallup à la suite d'une réception de passe de QB Nick Stevens + 1 point de conversion par K Wyatt Bryan         | 41    | 14    |
|             |             |             |             |             |             | |       |       |
| 4           | 12:56       | 7           | 69          | 03:47       | IDA         | TD à la suite d'une course de 5 yards par RB Aaron Duckworth + 1 point de conversion par K Austin Rehkow                                      | 48    | 14    |
| 4           | 12:21       | 2           | 86          | 00:35       | CSU         | TD de 72 yards par WR Olabisi Johnson à la suite d'une réception de passe de QB Nick Stevens + 1 point de conversion par K Wyatt Bryan        | 48    | 21    |
| 4           | 09:27       | 5           | 76          | 02:54       | IDA         | TD de 54 yards par WR Jordan Frysinger à la suite d'une réception de passe de QB Matt Linehan + 1 point de conversion par K Austin Rehkow     | 55    | 21    |
| 4           | 09:06       | 1           | 60          | 00:21       | CSU         | TD de 60 yards par WR Michael Gallup à la suite d'une réception de passe de QB Nick Stevens + 1 point de conversion par K Wyatt Bryan         | 55    | 28    |
| 4           | 07:40       | 3           | 24          | 01:26       | IDA         | TD à la suite d'une course de 12 yards par RB Isaiah Saunders mais la tentative de conversion par K Austin Rehkow est ratée (vers la gauche)  | 61    | 28    |
| 4           | 05:29       | 9           | 64          | 02:11       | CSU         | TD de 3 yards par WR Michael Gallup à la suite d'une réception de passe de QB Nick Stevens + 1 point de conversion par K Wyatt Bryan          | 61    | 35    |
| 4           | 01:07       | 4           | 57          | 01:09       | CSU         | TD à la suite d'une course de 22 yards par RB Dalyn Dawkins + 1 point de conversion par K Wyatt Bryan                                         | 61    | 42    |
| 4           | 00:29       | 3           | 54          | 00:38       | CSU         | TD à la suite d'une course de 1 yard par RB Izzy Matthews + 2 points de conversion à la suite d'une passe réceptionnée en end-zone            | 61    | 50    |
| Score final | Score final | Score final | Score final | Score final | Score final | Score final | 61    | 50    |

## Statistiques
| Statistiques par Équipes               | Statistiques par Équipes | Statistiques par Équipes |
| Statistiques                           | IDA                      | CSU                      |
| -------------------------------------- | ------------------------ | ------------------------ |
| 1er downs                              | 30                       | 25                       |
| Conversion de 3e Down                  | 7-16                     | 4-11                     |
| Conversion de 4e Down                  | 2/2                      | 0/1                      |
| Jeux–yards                             | 82 jeux pour 606 yards   | 66 jeux pour 600 yards   |
| Yards à la course                      | 225                      | 155                      |
| Yards à la passe                       | 381                      | 445                      |
| Passes : Réussies-Tentées-Interceptées | 21/31, 0 int.            | 21/36, 2 int.            |
| Réussite en zone rouge/chances         | 6/6                      | 3/3                      |
| TD                                     | 9                        | 7                        |
| Field Goals                            | 0                        | 0                        |
| Sacks (Nombre-Yards perdus)            | 0/0                      | 3/12                     |
| Fumbles (Nombre/Perdus)                | 1/0                      | 2/1                      |
| Pénalités (Nombre/Yards perdus)        | 7/69                     | 10/92                    |
| Temps de possession                    | 36:05                    | 23:55                    |

| Meilleur Joueur (MVP) | Meilleur Joueur (MVP) | Meilleur Joueur (MVP) |
| --------------------- | --------------------- | --------------------- |
| Nom                   | Équipe                | Poste                 |
| Matt Linehan          | Idaho                 | QB                    |

| Statistiques Individuelles | Statistiques Individuelles | Statistiques Individuelles                          |
| -------------------------- | -------------------------- | --------------------------------------------------- |
| Quarterbacks               |                            |                                                     |
| IDA                        | Matt Linehan               | 21/31 passes réussies pour 381 yards, 4 TDs, 0 int. |
| CSU                        | Nick Stevens               | 21/36 passes réussies pour 445 yards, 5 TDs, 2 int. |
| Meilleurs Coureurs         |                            |                                                     |
| IDA                        | Isaiah Saunders            | 33 courses pour 147 yards et 3 TDs                  |
| CSU                        | Dalyn Dawkins              | 16 courses pour 118 et 1 TD                         |
| Meilleurs Receveurs        |                            |                                                     |
| IDA                        | Deon Watson                | 5 réceptions pour 140 yards, 1 TD                   |
| CSU                        | Olabisi Johnson            | 7 réceptions pour 265, 2 TDs                        |
| Meilleurs Tackleurs        |                            |                                                     |
| IDA                        | Tony Lashley               | 5 tacles solo et 3 assistes                         |
| CSU                        | Josh Watson                | 6 tacles solo et 4 assistes                         |